# Scissurella maraisorum
Scissurella maraisorum là một loài ốc biển, là động vật thân mềm chân bụng sống ở biển thuộc họ Scissurellidae.